# 亨利·莫萊森
亨利·古斯塔夫·莫萊森（英語：Henry Gustav Molaison，1926年2月26日—2008年12月2日），在醫學界以 H.M.知名。他是一位美國籍的記憶障礙患者，原因是因為他曾罹患嚴重的癫痫症。當時為了治好他的症狀，威廉·B·斯科维尔醫生對他施行了雙內側前顳葉切除術，移除了他大腦中三分之二的海马体 、海马旁回、內嗅皮層、梨狀皮質，以及杏仁核。他自1957年後，開始接受學界對他廣泛的研究，直至於2008年逝世為止。 他的案例對於大腦在學習記憶功能，以及認知神經心理學（心理学的分支之一，旨在了解大腦的結構和功能，及其與心理學上的關聯）的學術研究方面，佔有非常重要的角色。 他住在溫莎洛克斯鎮的一所看護中心，並在那裏作為被研究調查的對象。
2009年12月4日，莫萊森的大腦被保存在加利福尼亞大學聖地牙哥分校，研究者可在該校找到相關的資料，另一個在死後得到同等待遇的人是愛因斯坦。

## 生平

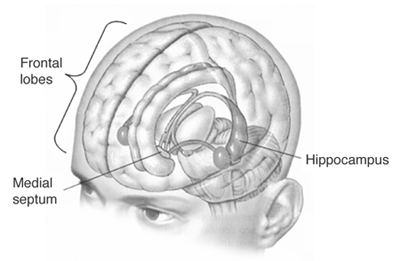
莫萊森被切除了兩側海馬體的大部分。

莫萊森生於1926年2月26日，7歲時因為一次自行車事故而得了頑固型癲癇。（對於此事故，早期的報導指是於9歲時發生，後來在患者母親的指正下改為7歲）。此後，他就為局部發作癲癇所苦；16歲生日後，又發生了幾次僵直性癲癇。1953年，他開始接受哈特福醫院神經外科一位名叫威廉·B·斯科维尔（William Beecher Scoville）醫生的治療。
史可維爾醫生認為，莫萊森的癲癇與左右腦的「內側中央顳葉」（medial temporal lobes，MTLS）有關，故建議切除MTLS。1953年8月25日，27歲的莫萊森接受了雙內側前顳葉切除術，他的海馬構造與鄰近組織，大部分的杏仁核與內鼻皮層也被切除。此後，他的海馬體完全無功能，因為剩餘約2厘米的海馬組織已萎縮，且負責傳遞感覺給海馬體的內鼻皮層也被損毀，而他的部分外側顳葉也被破壞。
此次手術，雖然成功的控制了莫萊森的癲癇症狀，但卻帶來了嚴重的痛苦－顺行性遗忘症。儘管他的工作记忆與程序記憶是完好的，但他無法運用他的外顯記憶記住新事物。根據部分科學家的研究，莫萊森學習新語義知識的能力受到損害 ，但研究人員對損害的程度有爭議。他也有一定程度的逆行性失憶症障礙，不能記得手術前一至二年前的大部分，與11年前的部分事物，這表示他的失憶症是屬於短期漸進型 （temporally graded）；然而，他的長期程序記憶能力是完好的，因此他可以學習例如新的动作技能，儘管莫萊森不會記得他曾經學過。
這個案例，是由史可維爾醫生與布倫達·米爾納（Brenda Milner）在1957年的研究報告中首次提出的 。在莫萊森的晚年，他不斷地填寫填字遊戲，他能藉由1953年以前學到的知識中得到線索來填寫答案；對於1953年以後的資訊，他能修正他的舊記憶與新記憶，例如他曾修正自己對於乔纳斯·索尔克發明小兒麻痺疫苗的記憶。
他於2008年12月2日過世。

## 參閱
- 神经心理学
- 神經外科
- 費尼斯·蓋吉
- 阿纳托利·布戈尔斯基